# Alejandro Sobarzo Loaiza
Alejandro Sobarzo Loaiza (Hermosillo, Sonora, 16 de febrero de 1934 - Ciudad de México, 22 de febrero de 2015) fue un político mexicano, miembro del Partido Revolucionario Institucional, ha sido en dos ocasiones diputado federal y una senador.

## Reseña biográfica
Alejandro Sobarzo Loaiza, Licenciado en Derecho egresado en la Universidad Nacional Autónoma de México, obtuvo un doctorado en la misma materia por la Universidad Complutense de Madrid, inició su actividad profesional como notario público en Hermosillo en 1964, en 1965 fue nombrado secretario particular del director general de Petróleos Mexicanos, Jesús Reyes Heroles, siéndolo nuevamentel del mismo al ser nombrado presidente nacional del PRI en 1972, fue catedrático de la UNAM de 1965 a 1968 y secretario de estudio y cuenta de la Suprema Corte de Justicia de la Nación de 1966 a 1972.
En 1973 fue elegido diputado federal por el II Distrito Electoral Federal de Sonora a la XLIX Legislatura de ese año al de 1976 y por segunda ocasión en representación del mismo distrito a la LI Legislatura de 1979 a 1982; este último año fue elegido senador suplente por el estado de Sonora, siendo propietario del mismo Jorge Díaz Serrano, quien había sido director general de PEMEX en el gobierno anterior, sin embargo, Díaz Serrano fue acusado de fraude y la Cámara de Diputados lo desaforo como senador el 30 de julio de 1983, pasando a ocupar su escaño Sobarzo, quien concluyó el periodo para el que había sido elegido en 1988. Previo a asumir la senaduría, de 1982 a 1983 se desempeñó como director general de Gobierno de la Secretaría de Gobernación.
El 10 de mayo de 1989 fue nombrado Embajador de México en Venezuela y concluyendo su misión el 18 de marzo de 1991, tras lo cual se dedicó al ejercicio privado de su profesión. Alejandro Sobarzo Loaiza fue hijo de Horacio Sobarzo, gobernador de Sonora de 1948 a 1949.
Fue Presidente del Club Rotario de la Ciudad de México de 2006-2007 y miembro del grupo de asesores de la Secretaría de Marina de 2002 a 2012.
Fallece en la Ciudad de México el 22 de febrero de 2015 a los 81 años.
Estuvo casado con la señora Dolores Morales con quien tuvo cuatro hijos. Posteriormente su segundo matrimonio con la pintora Chilena Gladys Schifferli Iturra.

## Publicaciones
- Sobarzo, Alejandro, Deber y conciencia: Nicolás Trist, el negociador norteamericano en la guerra del 47. Primera edición en el año 1990.
- Sobarzo, Alejandro, (colaborador). Integración de América Latina y el Caribe. Publicada en el año 2000.
- Sobarzo, Alejandro, (prologuista) Jesús Reyes Heroles y el petróleo. Estudio introductorio Alejandro Sobarzo Loaiza ; investigación, selección y cronología, Laura Solares Robles. Publicado en 1992.
- Sobarzo, Alejandro, (autor) Régimen jurídico del alta mar. Publicado en 1970.
- Sobarzo, Alejandro, (autor) México y su mar patrimonial: la zona económica exclusiva. Prólogo de Jorge Castañeda, publicado en 1976.